# Сремец, Златан
Златан Сремец (хорв. Zlatan Sremecl 19 июля 1898, Градиште — 21 июля 1971, Загреб) — югославский хорватский государственный, военный и общественно-политический деятель, врач. Участник Народно-освободительной войны Югославии, председатель Народного Сабора Социалистической Республики Хорватии с 6 февраля по 18 декабря 1953 год.

## Биография
Родился в Градиште возле Жупаньи. В родном городе окончил начальную школу, а среднюю — в Винковцах в 1917 году. Медицину изучал в Вене, а позже перебрался в Загреб, где в 1923 году получил диплом и стал первым выпускником нового Медицинского факультета.
С 1924 года был членом Крестьянской партии Хорватии, активно участвовал в крестьянском движении. До 1943 года он работал врачом в Винковцах, а потом в Загребе. Сремец занимался проблемами социальной медицины в Королевстве Югославия. С 1943 году участвует в народно-освободительной войне.
Во время войны он занимал следующие должности:
- член совета Земельного антифашистского вече народного освобождения Хорватии (ЗАВНОХ);
- член совета Антифашистского вече народного освобождения Югославии (АВНОЮ);
- член Исполнительного комитета и секретариата ЗАВНОХа;
- член Президиума АВНОЮ;
- комиссар народного здравоохранения Народного комитета освобождения Югославии (НКОЮ).

После войны занимал должности:

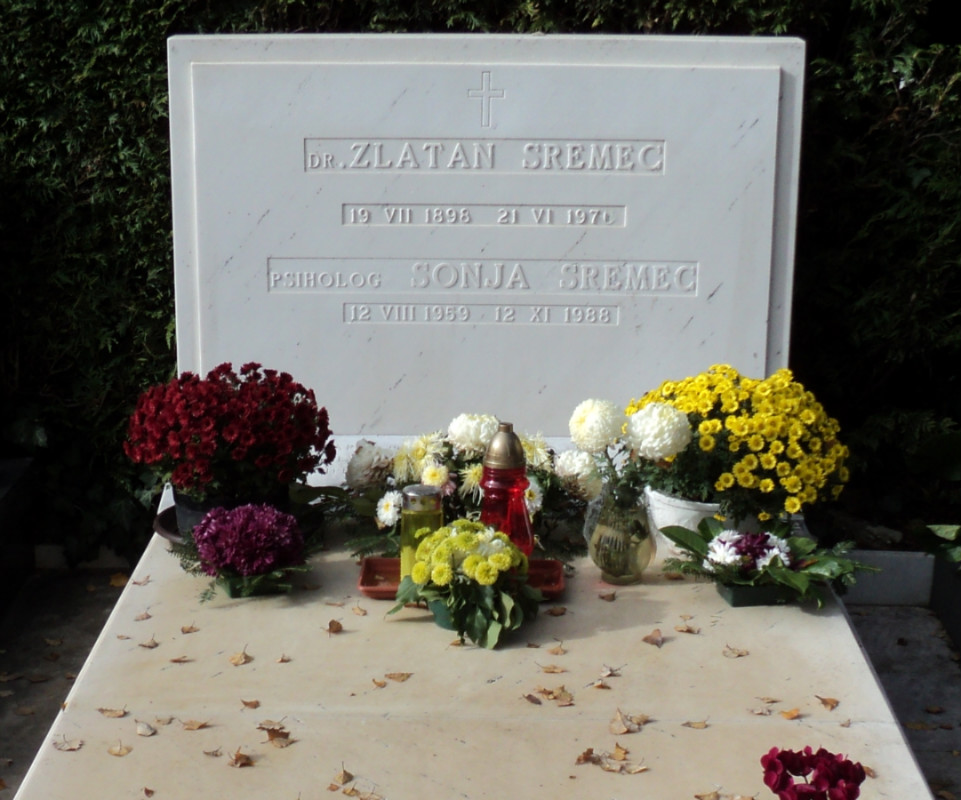
Могила Златана Сремеца

- министр здравоохранения в правительстве Демократической Федеративной Югославии;
- депутат Народной скупщины Югославии (1945—1953);
- депутат Сабора Народной Республики Хорватии (1946—1963);
- министр образования в правительстве НР Хорватии;
- председатель Сабора Социалистической Республики Хорватии (с 6 февраля по 18 декабря 1953);
- председатель Республиканского вече Сабора Социалистической Республики Хорватии до 1963 года.

На протяжении многих лет Сремец был членом Федерального комитета Социалистического союза трудового народа Югославии и Исполнительного комитета Социалистического союза трудового народа Хорватии.
За выдающуюся общественно-политическую работу он был награждён орденом Национального освобождения, орденом братства и единства и многими другими наградами.
Умер 21 июня 1971 года в Загребе. Похоронен на загребском кладбище Мирогой.